# 厂汉卜罗
厂汉卜罗（?—1913年9月），蒙古族，清末內札薩克蒙古伊克昭盟鄂尔多斯右翼後旗（今内蒙古杭锦旗）人，独贵龙运动领导人。

## 生平
厂汉卜罗原在鄂爾多斯右翼後旗任扎兰章京。1905年，厂汉卜罗领导杭锦旗蒙古牧民，联合达拉特旗的那素朝领导的群众，组织独贵龙共同抗垦。厂汉卜罗领导的独贵龙是后套一带力量最强大的一支。1912年，他和旺丹尼玛领导后套一带的独贵龙运动，建立了武装。1913年，他和旺丹尼玛被宁夏总兵马福祥诱捕，随后被押往山西太原。1913年9月，厂汉卜罗等七名独贵龙运动领袖在太原被杀害。